# Skylanders
Skylanders é uma franquia de jogos eletrônicos de ação e aventura do gênero toys-to-life publicada pela Activision. Os títulos são jogados colocando estatuetas dos personagens no chamado "Portal of Power", um dispositivo que lê as etiquetas das figuras através de tecnologia NFC e "transporta" o personagem representado pela figura para o jogo como um personagem jogável.
O game é um reboot/ spin-off de Spyro, não podendo ser considerado um Cross-Over.

## Trama
O jogo se passa em um mundo chamado Skylands, um reino repleto de aventuras e ilhas flutuantes. As Skylands são o centro do multiverso, e são constantemente ameaçadas por forças do mal que procuram governá-las e obter acesso a todos os mundos. Há gerações, um grupo de heróis chamado Skylanders usa suas habilidades para combater essas ameaças e defender seu mundo. Por muito tempo, os Skylander lutaram junto aos Portal Master para proteger o Núcleo de Luz e manter a paz. No entanto, Kaos, o principal antagonista, conseguiu destruir o Núcleo de Luz e passou a dominar as Skylands. Cabe ao jogador enviar os Skylanders para o jogo e deter Kaos. Os Skylanders possuem uma ligação inquebrável com seus Portal Masters. Cada Skylander está associado a um dos dez elementos das Skylands: Terra, Ar, Fogo, Água, Magia, Tecnologia, Vida, Morte, Luz e Trevas. O enredo principal envolve os Skylanders superando obstáculos para derrotar Kaos e encerrar seu domínio sobre as Skylands. Os jogos seguem histórias idênticas em todos os consoles para os quais foram lançados, com exceção do Nintendo 3DS.

## Títulos

### Spyro's Adventure(2011)
Este é o primeiro título da franquia Skylanders. Existem 32 Skylanders no jogo, quatro para cada um dos oito elementos. Skylanders são capazes de abrir portais de seu respectivo elemento, que são encontrados ao longo do jogo. Aqui, o principal objetivo é restaurar o núcleo de luz que foi destruído por Kaos, coletando as Fontes Eternas de cada elemento e outros componentes.

### Giants(2012)
Giants é o segundo jogo da série, definida como uma sequência direta de Spyro's Adventure. Apresenta uma nova equipe de Skylanders chamada Giants, criaturas enormes que foram os primeiros Skylanders reunidos para acabar com o reinado dos Arkeyans. Ao contrário dos outros Skylanders, os Giants são poderosos o bastante para levantar, atirar e destruir árvores e rochas. Os jogadores usam os Giants após Kaos encontrar uma maneira de reativar o Arkeyan Conquertron e tentar dominar as Skylands trazendo de volta os Arkeyans.

### Swap Force(2013)
Swap Force é o terceiro jogo da série. Ocorrendo em outra parte das Skylands chamada Cloudbreak Islands, o jogador assume o controle de um novo grupo de Skylanders chamado Swap Force, que possui a capacidade de trocar as metades superior e inferior, bem como as habilidades. Juntos, a Swap Force e os Skylanders tentam impedir Kaos e sua mãe de destruir a fonte de magia no Monte Cloudbreak.

### Trap Team(2014)
Trap Team é o quarto jogo da série. Ele apresenta os Trap Masters e a mecânica de armadilhas, que permite aos jogadores prender inimigos em Armadilhas Elementais, que são fragmentos de um tipo especial de cristal conhecido como Traptanium. Os inimigos presos podem ser convocados como personagens jogáveis por um tempo limitado, exceto no hub principal, onde podem ser jogados por um período ilimitado de tempo. Os Skylanders e os Trap Masters usam dessa vantagem para deter Kaos e os Doom Raiders. Esse título também introduziu dois novos elementos, sendo os elementos Luz e Trevas.

### SuperChargers(2015)
SuperChargers é o quinto jogo da série. Ele introduz um novo grupo de Skylanders chamado SuperChargers, que pilotam vários veículos especiais (Terrestres, Aéreos e Aquáticos) que permitem aos Skylanders criar portais para viajar, enquanto Kaos criou o Sky Eater, uma máquina de destruição alimentada por energia maligna, que possui seus próprios planos nefastos. As versões para consoles da Nintendo possuem Donkey Kong e Bowser como personagem exclusivos, chamados respectivamente de Turbo Charge Donkey Kong e Hammer Slam Bowser, juntamente com seus respectivos veículos, o Barrel Blaster e o Clown Cruiser. Ambos os personagens, exceto seus veículos, que foram feitos exclusivamente para o jogo, também funcionam como figuras amiibo. A versão para Wii do jogo é intitulada Skylanders: SuperChargers Racing e não possui os segmentos de aventura das versões para Wii U e PS3. Nesta versão, os SuperChargers competem em uma corrida patrocinada pela Pandergast e o vencedor ganhará um globo de neve que concederá um desejo. A versão para Nintendo 3DS também leva o mesmo nome e também se concentra apenas nos elementos de corrida. Este foi o último jogo a ser lançado em tablets.

### Imaginators(2016)
Em junho de 2016, a Activision anunciou que o sexto jogo seria intitulado Skylanders: Imaginators, permitindo aos jogadores criar e personalizar seus próprios Skylanders chamados Imaginators. Com eles e os Senseis, o jogador deve ajudar os Skylanders a deter Kaos mais uma vez, que está usando magia mental para criar Doomlanders com a ajuda de um cérebro antigo. O título foi desenvolvido pela Toys for Bob. Crash Bandicoot e Doutor Neo Cortex são estrelas convidadas como personagens jogáveis, marcando sua primeira aparição em um videogame desde Crash Bandicoot Nitro Kart 2 em 2010. As estatuetas de ambos eram inicialmente exclusivas dos pacotes iniciais do PlayStation 3 e do PlayStation 4 (embora sejam jogáveis em todos os consoles), mas foram lançados mais tarde como um pacote duplo separado. Crash e Cortex aparecem como parte dos Sensei Skylanders cujo trabalho é treinar os Imaginators.

## Diferenças entre versões

### Skylanders: Spyro's Adventure
A versão de Skylanders: Spyro's Adventure desenvolvida pela Toys for Bob foi projetada para o Nintendo Wii, com uma versão em HD feita para PlayStation 3, Xbox 360, PC e Wii U apenas no Japão. Muitas ações controladas por movimento foram consequentemente reatribuídas para controles de joysticks. É também por isso que os Skylanders possuem apenas três habilidades e não podem pular nas versões anteriores, devido à falta de botões no Wii Remote.
A versão Wii apresenta uma opção New Game Plus, que permite aos jogadores ignorar a maioria das cenas e diálogos após terminar o jogo pela primeira vez. As versões em HD, no entanto, exigem que o jogador assista as cenas e ouça todos os diálogos, independente de ter finalizado ou não.
Também na versão Wii, os perfis dos personagens usados nos diálogos apresentam arte 2D estilística, enquanto as versões HD usam modelos tridimensionais.
Dependendo do console, os ícones de runas do menu de rolagem do modo história são diferentes.
Há também uma série de diferenças nas mecânicas. Nas versões HD do jogo, as mecânicas de colisão com habilidades como 'Hex's Wall of Bones' são diferentes, de modo que os Skylanders parceiros no modo cooperativo podem ser levantados por eles e contornar obstáculos.
As versões para Wii, PlayStation 3 e PC de Spyro's Adventure apresentam um portal sem fio que inclui um conector sem fio USB. O portal requer pilhas AA. A versão para Xbox 360 de Spyro's Adventure apresenta um portal com fio, uma adaptação que foi feita quando os beta testers que receberam as primeiras cópias do jogo expressaram frustração com a necessidade de pilhas. A partir de então, todos os jogos da franquia apresentavam um portal com fio.
A versão para 3DS, desenvolvida pela Vicarious Visions, é radicalmente diferente das versões de Console e PC. A versão 3DS não tem modo cooperativo e, portanto, o pacote inicial inclui um Portal menor com um sensor infravermelho que pode se conectar a um sistema 3DS. O portal é alimentado com pilhas AAA e possui uma porta USB que permite funcionar com as versões de console do jogo. Ele apresenta um enredo diferente e um conjunto de personagens não jogáveis (com exceção de Eon). Os três Skylanders incluídos no pacote inicial também são diferentes, substituindo o trio Spyro, Gill Grunt e Trigger Happy por Ignitor, Stealth Elf e Dark Spyro. Os jogadores não precisam manter seus Skylanders no portal o tempo todo como nas versões de console e, em vez disso, 'carregam' dois Skylanders no jogo e podem alternar entre eles, até que um novo Skylander seja carregado para substituí-lo.
A versão Wii U foi lançada em 12 de julho de 2013 e é o único jogo da franquia lançado no Japão, o jogo é limitado a 720p e roda em uma taxa de quadros mais alta em comparação com outras versões.

### Spin-offs
Em 2011, a Activision lançou Skylanders Universe, um MMO baseado em navegador que permitia aos jogadores interagir uns com os outros em Skylands, jogar minigames, personalizar sua própria ilha e registrar sua coleção de Skylanders. Os jogadores podem conectar seus portais ao computador para convocar seus Skylanders assim como na série principal. Desde então, o serviço foi descontinuado.
A Activision lançou sete jogos spin-off de Skylanders para dispositivos móveis. Esses títulos incluem Cloud Patrol, Battlegrounds, Lost Islands, Collection Vault, Trap Team, SuperChargers, Battlecast e Ring of Heroes.

## Música
Lorne Balfe compôs as trilhas sonoras de todos os jogos da série Skylanders até agora, enquanto Hans Zimmer compôs o tema principal.[carece de fontes?] Imaginators não possui uma trilha sonora original, optando por uma mistura de músicas de estoque e de jogos anteriores. Uma trilha sonora oficial para Imaginators também nunca foi lançada.

## Mídias

### Romances
Uma série de livros da franquia Skylanders começou com Skylanders: The Machine of Doom que ocorre antes dos eventos de Spyro's Adventure. Foi escrito por Cavan Scott, que mais tarde escreveria sequências para o romance sob a série Skylanders: The Mask of Power, que também serve como prequela de Spyro's Adventure.

### Livros de arte
Dois livros de arte, Strata: The Art of Skylanders: Swap Force e Clutch: The Art of Skylanders: Superchargers, foram produzidos pela Vicarious Visions. Como item de exclusividade dos funcionários, a única maneira de obtê-los é por meio de vendedores on-line ou eventos de caridade.

### Quadrinhos da IDW
A IDW criou uma série de quadrinhos associada à franquia Skylanders mostrando eventos que ocorrem entre os jogos. Os quadrinhos teriam sido cancelados para não entrar em conflito com Skylanders Academy, que possui um cânone diferente.

### Série de TV
Em 2016, foi anunciado que a Activision Blizzard Studios produziria uma série de televisão animada baseada em Skylanders. A primeira temporada estreou na Netflix em 28 de outubro de 2016, a segunda temporada em 6 de outubro de 2017 e a terceira e última temporada estreou em 28 de setembro de 2018. Em 30 de abril de 2019, foi anunciado o cancelamento da série.

### Possível filme
A Activision comentou sobre a possibilidade de um filme baseado no reboot de Skylanders como algo que eles poderiam considerar no futuro. Em 6 de maio de 2014, o CEO da Activision, Eric Hirshberg, anunciou que a equipe da Activision tinha interesse em "embarcar no movimento da adaptação cinematográfica" e adaptar Skylanders em um filme.

## Recepção
Skylanders: Spyro's Adventure recebeu críticas "geralmente favoráveis" de acordo com o agregador de críticas Metacritic, com muitos elogiando o uso tecnológico do Portal. Apesar de alguns criticarem a ausência de um modo multiplayer online, os brinquedos foram amplamente elogiados. A GameSpot deu uma nota 7,5 de 10, elogiando sua jogabilidade familiar e progressão de personagens ao estilo role-playing, mas criticou a falta de multiplayer online, o custo para se ter todas as estatuetas, a inclusão arbitrária de Spyro e a falta de confiabilidade do periférico do Portal. O Nintendo World Report deu ao jogo uma nota 9 de 10, elogiando a versão Wii por sua jogabilidade e custos de produção, e a versão Nintendo 3DS por sua acessibilidade a jogadores mais jovens e design geral. O Destructoid deu ao jogo uma nota 8 de 10 dizendo: "Não é o jogo mais complexo do mercado, mas a engenhoca inovadora e a atenção autêntica por parte dos desenvolvedores se destacam em um mercado tão acostumado a produzir a mesma velha porcaria." Jeff Gerstmann, da Giant Bomb, deu ao jogo quatro de cinco estrelas, afirmando que "Skylanders é provavelmente destinado a crianças, mas tanto faz. Eu sou um adulto legal... e ainda acho isso legal."  Spyros's Adventure foi indicado para dois prêmios da Toy Industry Association: "Jogo do Ano" e "Brinquedo Inovador do Ano".
Skylanders: Giants recebeu críticas "geralmente favoráveis" na maioria das plataformas de acordo com o Metacritic; a versão Nintendo 3DS recebeu críticas "mistas ou médias". No entanto, as críticas em geral foram ligeiramente inferiores às do jogo anterior, especialmente para a versão Nintendo 3DS, que recebeu a menor pontuação no Metacritic da série. A IGN deu ao jogo uma pontuação de 8 em 10, chamando-o de "... uma sequência mais polida, mas pelos números, que é muito divertida de jogar". A PlayStation Lifestyle, no entanto, deu ao jogo uma pontuação mais baixa de 70/100, dizendo: "A realidade é que Skylanders: Giants é uma diversão apropriada para a idade que remete ao prazer que você teve ao coletar cartas de Pokémon ou abrir caminho através de um dungeon crawler. Se você tem filhos pequenos, então você já sabe o veredicto aqui."
Skylanders: Swap Force recebeu críticas "geralmente favoráveis" para a maioria das plataformas de acordo com o Metacritic; a versão para Nintendo 3DS recebeu críticas "mistas ou médias". As pontuações do Metacritic para o jogo foram as mais altas e mais positivas da série na maioria das plataformas. O site de jogos Quarter to Three deu ao Wii U e ao Xbox 360 uma pontuação perfeita de 5/5. O site de videogames Gaming Age deu à versão de PlayStation 3 a nota mais alta de um "A" e comentou ainda que "se você é um fã de Skylanders ou um jogador que está procurando uma série de jogos para toda a família encantadora e única, Skylanders Swap Force é altamente recomendado".
Skylanders: Trap Team recebeu críticas "geralmente favoráveis" para a maioria das plataformas de acordo com o Metacritic; a versão iOS recebeu "aclamação universal". No entanto, as pontuações do Metacritic foram ligeiramente inferiores às do jogo anterior na maioria das plataformas, com a versão iOS recebendo a maior pontuação no Metacritic da série.
Skylanders: SuperChargers recebeu críticas "geralmente favoráveis" de acordo com o Metacritic. As pontuações do Metacritic tiveram algumas pontuações superiores ao jogo anterior, como as versões Wii U e PlayStation 4, mas algumas foram inferiores, como a de iOS e Xbox One. O jogo também foi indicado a dois prêmios: Melhor Jogo para Família no The Game Awards 2015 e Videogame Favorito no Kids' Choice Awards 2016. Apesar de sua recepção positiva, a Activision informou em fevereiro de 2016 que o jogo não atendeu às expectativas de vendas.
Skylanders: Imaginators recebeu críticas "geralmente favoráveis" para a maioria das plataformas de acordo com o Metacritic; a versão de Nintendo Switch recebeu críticas "mistas ou médias". Comparado ao jogo anterior, o jogo recebeu pontuações mais baixas na maioria das plataformas, exceto na versão de Xbox One. Apesar da recepção geralmente positiva, o jogo vendeu apenas 66 mil cópias durante o mês de lançamento.
Em fevereiro de 2015, a série Skylanders ultrapassou a marca de US$ 3 bilhões em vendas, com 175 milhões de brinquedos vendidos desde 2011, tornando a série uma das 20 franquias de videogame mais vendidas de todos os tempos. Em junho de 2015, mais de 250 milhões de brinquedos foram vendidos. Em 2016, mais de 300 milhões de brinquedos foram vendidos e a franquia se tornou a 11ª maior de todos os tempos.